# Lingua italiana in Venezuela

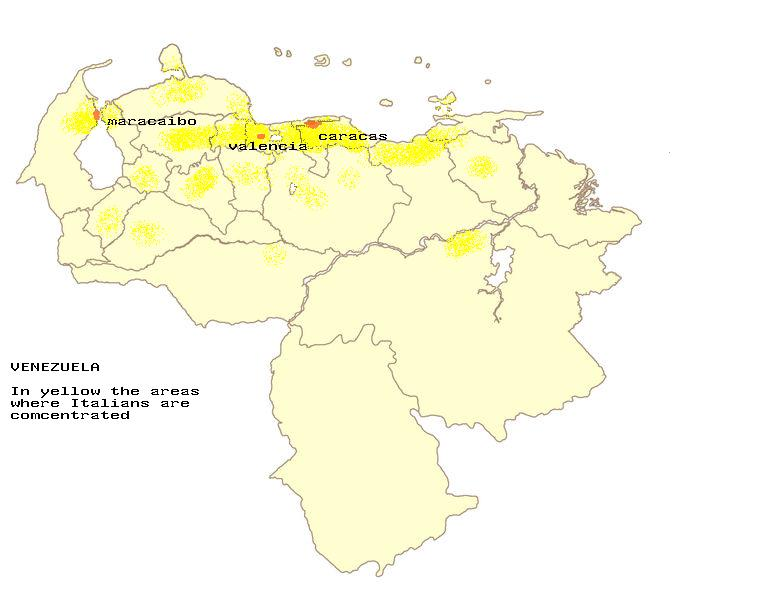
Aree (in giallo) in cui la lingua italiana è parlata in Venezuela dalla comunità italiana

La lingua italiana in Venezuela è presente sin dai tempi coloniali nelle aree intorno a Caracas, Maracay, Valencia, Maracaibo e sulle Ande. La lingua si trova in molte frasi idiomatiche e parole dello spagnolo venezuelano. Ci sono circa 200.000 persone che parlano italiano nel paese, trasformandolo nella seconda lingua più parlata in Venezuela, dopo lo spagnolo.

## Storia
Il nome stesso del Venezuela deriva dall'italiano Amerigo Vespucci, che chiamò l'area "Venezziola". Alcuni italiani parteciparono alle prime colonie europee in Venezuela, principalmente sull'isola di Margarita e a Cumaná, la prima città europea nelle Americhe, ma la loro influenza sulla lingua locale era molto limitata.
Durante le guerre di indipendenza venezuelane alcuni italiani aiutarono Simón Bolivar contro l'Impero spagnolo e portarono alcune parole militari italiane allo spagnolo venezuelano. L'ufficiale militare Agostino Codazzi creò il primo "Atlante" del Venezuela e - di conseguenza - molte parole geografiche in Venezuela sono prestiti dall'italiano.
Nella seconda metà del XX secolo, oltre 300.000 italiani si sono trasferiti in Venezuela e hanno lasciato la loro impronta linguistica sul vocabolario locale: "Ciao" è ora un solito saluto amichevole a Caracas, per esempio. Esistono anche espressioni tra i giovani locali che mescolano parole italiane e spagnole: "Muérete que chao" è un esempio.
Infatti dopo la seconda guerra mondiale arrivò un'enorme emigrazione in Venezuela dall'Italia e la lingua italiana iniziò a prendere importanza nel paese. I modismi dell'alta borghesia di Caracas (chiamati "Sifrinos") sono pieni di parole ed espressioni italiane.
Oggi ci sono quasi 2 milioni di venezuelani con alcune radici italiane: alcuni giovani italo-venezuelani a Caracas usano il gergo mescolando dialetto italiano e spagnolo tra di loro.
Quasi tutti gli italiani che parlano la lingua italiana in Venezuela vivono nella metà del paese a nord dei fiumi Orinoco - Apure, mentre solo poche migliaia vivono nelle aree Ciudad Bolivar-Ciudad Guayana e San Felipe degli stati Apure-Amazonas-Bolivar.

## Insegnamento della lingua italiana in Venezuela
Negli anni 2000 ci sono quasi 50.000 italiani residenti in Venezuela che parlano una varietà di italiano con i loro figli e figlie (italo-venezuelani di seconda generazione). 

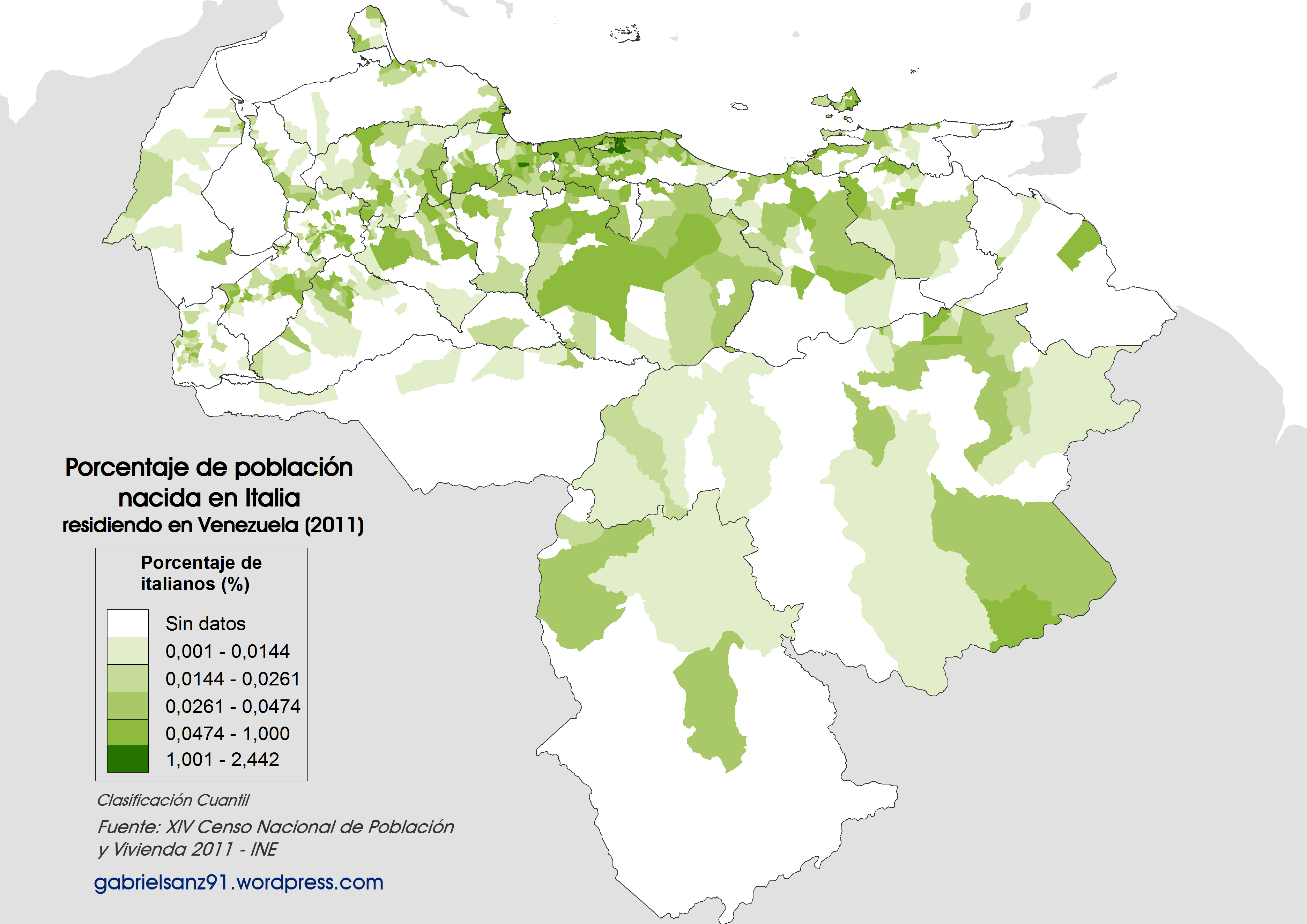
Comunità (parroquias) del Venezuela in cui gli italiani sono concentrati (più verde è, più è)

L'insegnamento della lingua italiana sta iniziando ad essere meglio implementato tra i quasi un milione di venezuelani di origine italiana, ma ci sono solo poche istituzioni di lingua italiana in Venezuela.
In effetti, la comunità italiana ha alcune scuole italiane private nel paese. Nell'area metropolitana di Caracas la migliore scuola è "Agustin Codazzi" (con corsi dalle elementari alle superiori), mentre ce ne sono altri all'interno del Venezuela (come a Puerto La Cruz il "Colegio Angelo De Marta" e a Barquisimeto il "Colegio Agazzi").
Secondo l'ambasciata italiana a Caracas "...l'insegnamento della lingua italiana è garantito dalla presenza di un numero consistente di scuole e istituzioni private venezuelane, dove sono attivi corsi di lingua italiana e letteratura italiana. Altri corsi simili sono organizzati e sponsorizzati dal Ministero degli Affari Esteri e delle Associazioni regionali italiano. L'Ufficio Didattico del Consolato Generale di Caracas, insieme a questa Ambasciata, sta negoziando un Accordo con le Autorità venezuelane per il riconoscimento dei Diplomi di studio emessi dalla Scuola Italiana (in Venezuela esiste un L'Associazione civile denominata "Agostino Codazzi" che offre il ciclo didattico completo dalle elementari alle superiori) in modo che ci sia accesso al sistema universitario in Venezuela con un diploma di scuola superiore italiana. Dal 2002, il governo italiano è diventato il promotore di un disposizione che rende obbligatorio insegnare l'italiano come seconda lingua in un numero consistente di pubblico e scuole private in Venezuela ... "

## Alcune parole italiane in spagnolo venezuelano
- Balurdo, strano tipo di stupido. Da "balordo".
- Birra, in spagnolo standard cerveza.
- Calarse, digerire (o sostenere) qualcosa di brutto. Dall'italiano "calarsi" con lo stesso significato.
- Chao, da "ciao".
- Contorno.
- Gafo, stupido. Da "cafone" (contadino di bassa classe).
- Lasaña.
- Milanesa, da "milanese" (un alimento fatto con carne e pane).
- Mezzanina, piano intermedio in un edificio, normalmente tra piano terra e primo piano.
- Mortadela, da "mortadella".
- Paisano, da "paesano", che significa un immigrato italiano (o dell'Europa meridionale).
- Paneton, dal "panettone", dolce natalizio italiano.
- Pasticho, dal "pasticcio" (una lasagna).
- Piñata, da "pignatta" (una ciotola).